# Peace (Eurythmics)
Peace è l'ottavo e ultimo album in studio del gruppo musicale britannico Eurythmics, pubblicato il 19 ottobre 1999.
Il titolo dell'album è stato scelto dal duo Annie Lennox e David A. Stewart per riflettere sulle tematiche a loro care del conflitto globale e della pace nel mondo.
È stato promosso con un concerto sulla nave di Greenpeace Rainbow Warrior II, dove gli Eurythmics hanno suonato un mix di canzoni vecchie e nuove.
Un tour mondiale di 24 date, intitolato "Peacetour", è seguito poco dopo, grazie al quale tutti i profitti sono stati donati ad Amnesty International e Greenpeace.
Lo spettacolo finale del tour, il 6 dicembre 1999, alla London Docklands Arena, è stato registrato e pubblicato su VHS e DVD.

## Tracce
Testi e musiche di Annie Lennox e David Allan Stewart.
1. 17 Again – 4:55
2. I Saved the World Today – 4:53
3. Power to the Meek – 3:18
4. Beautiful Child – 3:27
5. Anything But Strong – 5:04
6. Peace Is Just a Word – 5:51
7. I've Tried Everything – 4:17
8. I Want It All – 3:32
9. My True Love – 4:45
10. Lifted – 4:08
11. Forever – 4:49

## Classifiche

### Classifiche settimanali
| Classifica (1999) | Posizione massima |
| ----------------- | ----------------- |
| Australia         | 8                 |
| Austria           | 7                 |
| Belgio (Fiandre)  | 9                 |
| Belgio (Vallonia) | 9                 |
| Finlandia         | 22                |
| Francia           | 6                 |
| Germania          | 2                 |
| Irlanda           | 26                |
| Italia            | 17                |
| Norvegia          | 22                |
| Paesi Bassi       | 22                |
| Regno Unito       | 4                 |
| Stati Uniti       | 25                |
| Svezia            | 5                 |
| Svizzera          | 2                 |

### Classifiche di fine anno
| Classifica (1999) | Posizione |
| ----------------- | --------- |
| Belgio (Vallonia) | 77        |
| Germania          | 67        |
| Regno Unito       | 75        |
| Svezia            | 96        |